# Torneo Grandes de Centroamérica
El Torneo Grandes de Centroamérica fue un campeonato de fútbol de clubes de la región centroamericana, organizado por la Uncaf y reconocido como competición oficial por la Concacaf.

## Historia
Después de la Copa Fraternidad Centroamericana pasaron 12 años para volver a la continuidad de un torneo regional a nivel de clubes y fue en 1996 cuando nació el Torneo Grandes de Centroamérica un torneo de exhibición regional, al igual que el Fraternidad Centroamericana, el torneo era muy desordenado en cuanto a organización, los equipos se ponían de acuerdo para acordar las fechas de los partidos y tan solo duró dos años y solo se disputaron tres ediciones, Alajuelense ganó la edición de 1996, Alianza ganó la edición de 1997, y Saprissa la de 1998.

## Historial
| Temporada                       | Campeón                         | Resultado                       | Subcampeón                      | Tercer lugar                    | Cuarto lugar                    |
| Torneo Grandes de Centroamérica | Torneo Grandes de Centroamérica | Torneo Grandes de Centroamérica | Torneo Grandes de Centroamérica | Torneo Grandes de Centroamérica | Torneo Grandes de Centroamérica |
| ------------------------------- | ------------------------------- | ------------------------------- | ------------------------------- | ------------------------------- | ------------------------------- |
| 1996                            | Alajuelense Costa Rica          | Cuadrangular final              | Saprissa Costa Rica             | Comunicaciones Guatemala        | Municipal Guatemala             |
| 1997                            | Alianza El Salvador             | 1:0                             | Saprissa Costa Rica             | Alajuelense Costa Rica          | Municipal Guatemala             |
| 1998                            | Saprissa Costa Rica             | 2:1 1:1                         | Municipal Guatemala             | Olimpia Honduras                | Real España Honduras            |

## Palmarés

### Títulos por equipo
| Equipo      | Títulos | Subtítulos | Años campeón | Años subcampeón |
| ----------- | ------- | ---------- | ------------ | --------------- |
| Saprissa    | 1       | 2          | 1998         | 1996, 1997      |
| Alajuelense | 1       | 0          | 1996         | -               |
| Alianza     | 1       | 0          | 1997         | -               |

### Títulos por país
| País        | Títulos | Subtítulos | Clubes campeones                   |
| ----------- | ------- | ---------- | ---------------------------------- |
| Costa Rica  | 2       | 2          | Saprissa (1), L.D. Alajuelense (1) |
| El Salvador | 1       | 0          | Alianza (1)                        |

## Entrenadores campeones
Se muestra un listado de los directores técnicos que fueron campeones en la competición.
| Año  | Entrenador          | Equipo      |
| ---- | ------------------- | ----------- |
| 1996 | Valdeir Vieira      | Alajuelense |
| 1997 | Juan Carlos Masnik  | Alianza     |
| 1998 | Alexandre Guimarães | Saprissa    |